# Black River Falls
Pour les articles homonymes, voir Black River.
La ville américaine de Black River Falls est le siège du comté de Jackson, dans l’État du Wisconsin. Sa population s’élevait à 3 622 habitants lors du recensement de 2010.

## À noter
Black River Falls abrite le centre administratif des Amérindiens Winnebagos.

## Source
- (en) Cet article est partiellement ou en totalité issu de l’article de Wikipédia en anglais intitulé « Black River Falls, Wisconsin » (voir la liste des auteurs).